# TracFone Wireless
TracFone Wireless Inc. (TFWI) è un provider di telefonia mobile prepagato statunitense senza contratto. La compagnia è una filiale della più grande azienda di telecomunicazioni del Messico, América Móvil, e offre prodotti e servizi con diversi marchi. Opera come operatore di rete virtuale mobile (MVNO), tenendo accordi con i maggiori operatori di rete wireless degli Stati Uniti per fornire servizi, tra cui Verizon Wireless, AT&T Mobility, T-Mobile US, Sprint Corporation e U.S. Cellular. TracFone Wireless aveva 25.668 milioni di abbonati nel 2015.

## Storia
TracFone Wireless, Inc. è stata fondata nel 1996 come Topp Telecom Inc., una società di telefonia mobile prepagata, a Miami, Florida. È stata fondata da F.J. Pollak e David Topp.
Nel febbraio 1999, Topp ha ricevuto un'importante infusione di capitali da Teléfonos de México (NYSE: TMX), alias TelMex, la più grande compagnia telefonica del Messico. TelMex ha pagato $ 57,5 milioni per una partecipazione di controllo del 55% nella società.
Nel 2000, TelMex ha scorporato la propria unità mobile, creando América Móvil, di cui Topp Telecom è diventata una filiale. Nel novembre 2000, Topp Telecom Inc. ha cambiato il proprio nome in TracFone Wireless Inc.
Nel 2012, América Móvil ha acquisito la rete rivale SIMPLE Mobile.
Nel 2013, TracFone Wireless ha presentato un logo ottimizzato. Nello stesso anno, TracFone Wireless ha introdotto anche quattro telefoni Android, tutti CDMA.
Nel maggio 2013, América Móvil ha acquistato Page Plus Cellular, che aveva 1,4 milioni di abbonati. Il 6 gennaio 2014 è stata ricevuta l'approvazione normativa e Page Plus Cellular ha iniziato a operare come sussidiaria di América Móvil.
In origine, il servizio TracFone era limitato ai telefoni con marchio TracFone, che sono bloccati al servizio TracFone utilizzando una scheda SIM interna. Altri telefoni GSM, anche quelli che sono stati sbloccati da un altro gestore, non potrebbero accettare una scheda SIM TracFone, perché questi sono associati a un telefono specifico. Tuttavia, nel 2013, TracFone ha presentato Bring Your Own Phone e ha iniziato a vendere schede SIM che potevano essere inserite in telefoni non TracFone (come i telefoni Verizon CDMA) per registrarli con TracFone. Nel 2015, questo programma è stato esteso ai telefoni GSM sbloccati compatibili e rinominato "Bring Your Own Phone.

## Altri marchi e sussidiarie
TracFone Wireless gestisce diversi altri marchi e servizi, comprese le filiali Straight Talk, SIMPLE Mobile, Total Wireless, Walmart Family Mobile, NET10 Wireless, Page Plus, SafeLink e SIMPLE Mobile, GoSmart Mobile, Telcel America e Clearway.

### Straight Talk
Straight Talk Wireless è stato lanciato il 18 ottobre 2009 come servizio di piano telefonico senza contratto. Come parte di un accordo con Walmart, Walmart è il rivenditore esclusivo di Straight Talk.

### Simple Mobile
Simple Mobile Inc. (stilizzato SIMPLE Mobile) è stata fondata nel novembre 2009 come operatore di rete mobile prepagata di T-Mobile US. Simple Mobile Inc. è stata acquisita da TracFone Wireless nel 2012. América Móvil, la società madre di TFWI, ha acquisito Simple Mobile nel giugno 2012 e l'ha incorporata come sussidiaria di TracFone Wireless.

### Total Wireless
Total Wireless è una consociata di TracFone Wireless. Total Wireless è un operatore di rete virtuale mobile (MVNO) che utilizza la rete Verizon.

### Walmart Family Mobile e GoSmart
Walmart Family Mobile e GoSmart, sono stati acquistati da TracFone da T-Mobile nel settembre 2016. GoSmart Mobile era in precedenza una sussidiaria di T-Mobile negli Stati Uniti che è diventata disponibile negli Stati Uniti il 19 febbraio 2013.

### Net10 Wireless
Net10 Wireless (NET10 Wireless) è una consociata di TracFone Wireless che offre piani telefonici senza contratto. La consociata di Net10 SafeLink Wireless è un servizio supportato da Lifeline per i consumatori a basso reddito e disabili negli Stati Uniti. Lifeline è finanziato tramite il Fondo per il servizio universale.

### Page Plus Cellular
Page Plus Cellular è un operatore di rete mobile virtuale prepagato Verizon Wireless negli Stati Uniti gestito da TracFone Wireless, Inc.. Nel maggio 2013, América Móvil ha acquistato Page Plus Cellular per un importo non reso noto.

### Telcel América
Telcel América è un servizio wireless di TracFone che consente ai suoi utenti di chiamare a livello internazionale. Telcel América è un marchio di TracFone Inc. negli Stati Uniti, mentre Telcel in Messico è una consociata interamente controllata dalla società madre di TFWI, América Móvil.